# Chaptalia dentata
Chaptalia dentata là một loài thực vật có hoa trong họ Cúc. Loài này được (L.) Cass. mô tả khoa học đầu tiên năm 1823.